# Perro paramédico

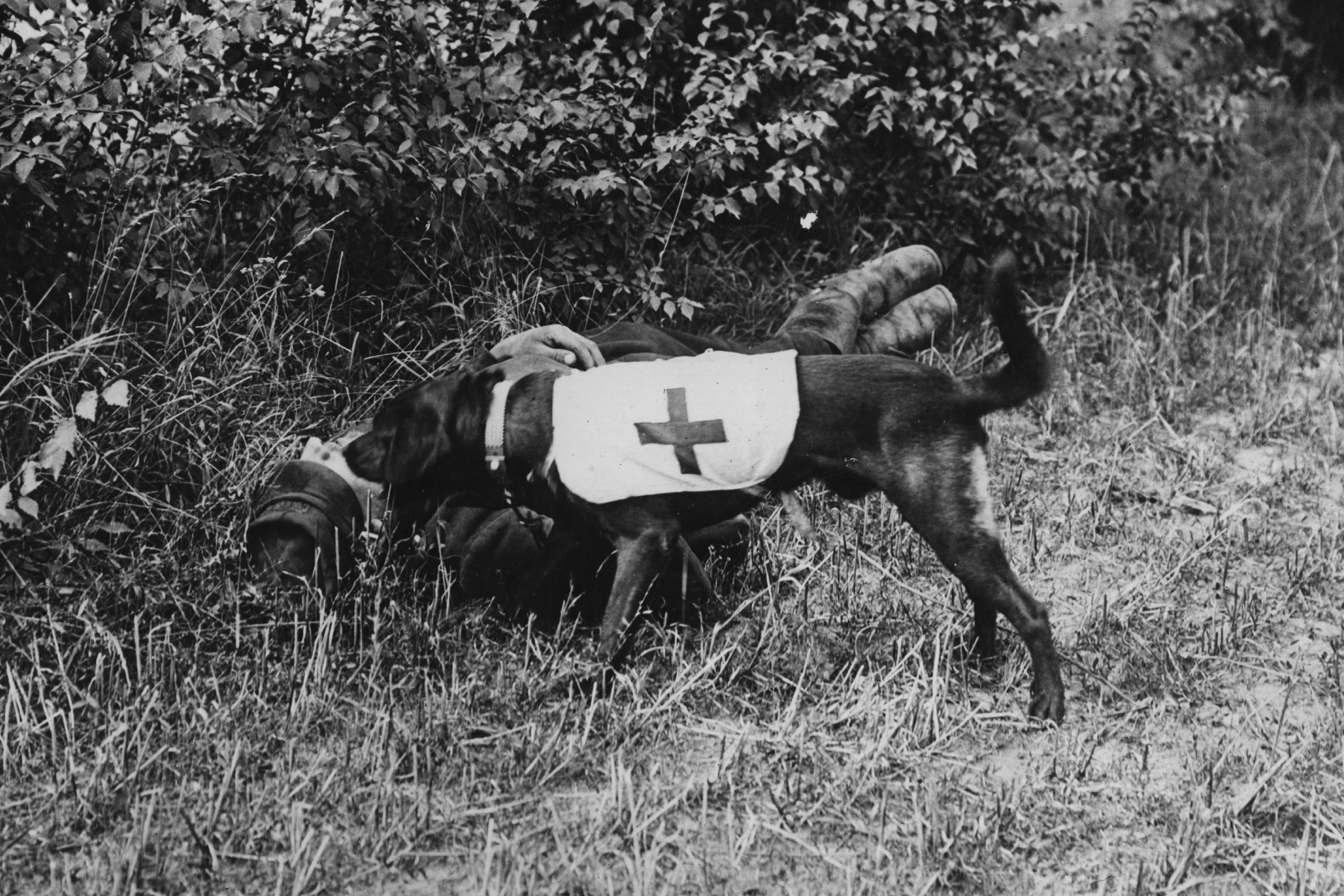
Un perro paramédico en la Primera Guerra Mundial.

Un perro paramédico (también conocido como perro sanitario o perro rescatista de la Cruz Roja) era un perro que brindaba suministros de primeros auxilios y atención en la guerra, más notablemente durante Primera Guerra Mundial. Eran a menudo enviados después de batallas grandes, donde buscaban soldados heridos; En la Guerra de las Trincheras fue conveniente su uso.  Los suministros que llevaban podían ser utilizados por los soldados heridos, también consolaban a los soldados moribundos que estaban heridos de muerte. Eran también entrenados para guiar médicos de combate hacía los soldados qué requerían un cuidados intensivos. Muchos perros sanitarios estuvieron entrenados por Sociedades Nacionales de la Cruz Roja. El ejército alemán los llamó perros médicos. Se estima que hasta 20,000 perros sirvieron como paramédicos y se les atribuye haber salvado miles de vidas en la Primera y la Segunda Guerra Mundial. Más tarde fueron utilizados en la guerra de Corea, por los Estados Unidos.